# QuesTV
QuesTV – tematyczny kanał telewizyjny o profilu rozrywkowym, skierowany głównie do mężczyzn. Kanał dostępny był w Polsce w latach 1998-2000. Emitowano programy dokumentalne, o sportach ekstremalnych i nowych technologiach. Był dostępny na platformie Wizja TV. W marcu 2000 kanał wycofano z powodu niskiej oglądalności. Został zastąpiony przez kanał Reality TV.